# Olibrus igneus
Olibrus igneus là một loài bọ cánh cứng trong họ Phalacridae. Loài này được Fauvel miêu tả khoa học năm 1903.